# Éliminatoires de la Coupe du monde féminine de football 2007
Les éliminatoires de la Coupe du monde féminine de football 2007 donnent lieu à divers tournois de qualification.

## Europe
Les éliminatoires de la zone européenne sont organisés par l'UEFA.

### Groupe 1
| Rang | Équipe  | Pts | J | G | N | P | Bp | Bc | Diff |  | Résultats (▼ dom., ► ext.) |     |     |     |     |     |
| ---- | ------- | --- | - | - | - | - | -- | -- | ---- |  | -------------------------- | --- | --- | --- | --- | --- |
| 1    | Norvège | 22  | 8 | 7 | 1 | 0 | 22 | 3  | +19  |  | Norvège                    |     | 4-1 | 1-0 | 3-0 | 4-0 |
| 2    | Ukraine | 16  | 8 | 5 | 1 | 2 | 20 | 11 | +9   |  | Ukraine                    | 1-1 |     | 2-1 | 2-1 | 6-0 |
| 3    | Italie  | 15  | 8 | 5 | 0 | 3 | 25 | 6  | +19  |  | Italie                     | 1-2 | 3-1 |     | 6-0 | 2-0 |
| 4    | Serbie  | 6   | 8 | 2 | 0 | 6 | 6  | 27 | -21  |  | Serbie                     | 0-4 | 0-4 | 0-7 |     | 3-1 |
| 5    | Grèce   | 0   | 8 | 0 | 0 | 8 | 2  | 28 | -26  |  | Grèce                      | 0-3 | 1-3 | 0-5 | 0-2 |     |

### Groupe 2
| Rang | Équipe      | Pts | J | G | N | P | Bp | Bc | Diff |  | Résultats (▼ dom., ► ext.) |     |     |     |     |     |
| ---- | ----------- | --- | - | - | - | - | -- | -- | ---- |  | -------------------------- | --- | --- | --- | --- | --- |
| 1    | Suède       | 22  | 8 | 7 | 1 | 0 | 32 | 6  | +26  |  | Suède                      |     | 2-0 | 2-2 | 6-0 | 5-1 |
| 2    | Tchéquie    | 16  | 8 | 5 | 1 | 2 | 20 | 8  | +12  |  | Tchéquie                   | 2-3 |     | 1-0 | 3-0 | 6-0 |
| 3    | Islande     | 13  | 8 | 4 | 1 | 3 | 18 | 12 | +6   |  | Islande                    | 0-4 | 2-4 |     | 3-0 | 3-0 |
| 4    | Biélorussie | 7   | 8 | 2 | 1 | 5 | 6  | 23 | -17  |  | Biélorussie                | 0-6 | 1-1 | 1-2 |     | 3-2 |
| 5    | Portugal    | 0   | 8 | 0 | 0 | 8 | 4  | 31 | -27  |  | Portugal                   | 1-4 | 0-3 | 0-6 | 0-1 |     |

### Groupe 3
| Rang | Équipe   | Pts | J | G | N | P | Bp | Bc | Diff |  | Résultats (▼ dom., ► ext.) |     |     |     |     |     |
| ---- | -------- | --- | - | - | - | - | -- | -- | ---- |  | -------------------------- | --- | --- | --- | --- | --- |
| 1    | Danemark | 19  | 8 | 6 | 1 | 1 | 22 | 6  | +16  |  | Danemark                   |     | 1-0 | 5-0 | 3-1 | 3-0 |
| 2    | Finlande | 16  | 8 | 5 | 1 | 2 | 16 | 5  | +11  |  | Finlande                   | 2-1 |     | 0-1 | 3-1 | 3-0 |
| 3    | Espagne  | 14  | 8 | 4 | 2 | 2 | 19 | 14 | +5   |  | Espagne                    | 2-2 | 0-0 |     | 7-0 | 3-2 |
| 4    | Pologne  | 9   | 8 | 3 | 0 | 5 | 14 | 29 | -15  |  | Pologne                    | 1-5 | 1-5 | 3-2 |     | 4-2 |
| 5    | Belgique | 0   | 8 | 0 | 0 | 8 | 8  | 25 | -17  |  | Belgique                   | 0-2 | 0-3 | 2-4 | 2-3 |     |

### Groupe 4
| Rang | Équipe               | Pts | J | G | N | P | Bp | Bc | Diff |  | Résultats (▼ dom., ► ext.) |     |     |     |     |     |
| ---- | -------------------- | --- | - | - | - | - | -- | -- | ---- |  | -------------------------- | --- | --- | --- | --- | --- |
| 1    | Allemagne            | 24  | 8 | 8 | 0 | 0 | 31 | 3  | +28  |  | Allemagne                  |     | 5-1 | 4-0 | 1-0 | 4-0 |
| 2    | Russie               | 18  | 8 | 6 | 0 | 2 | 24 | 9  | +15  |  | Russie                     | 2-3 |     | 6-0 | 5-1 | 2-0 |
| 3    | Écosse               | 8   | 8 | 2 | 2 | 4 | 4  | 20 | -16  |  | Écosse                     | 0-5 | 0-4 |     | 0-0 | 1-0 |
| 4    | République d'Irlande | 4   | 8 | 1 | 1 | 6 | 3  | 15 | -12  |  | République d'Irlande       | 0-3 | 0-2 | 0-2 |     | 2-0 |
| 5    | Suisse               | 4   | 8 | 1 | 1 | 6 | 3  | 18 | -15  |  | Suisse                     | 0-6 | 0-2 | 1-1 | 2-0 |     |

### Groupe 5
| Rang | Équipe     | Pts | J | G | N | P | Bp | Bc | Diff |  | Résultats (▼ dom., ► ext.) |      |     |     |     |     |
| ---- | ---------- | --- | - | - | - | - | -- | -- | ---- |  | -------------------------- | ---- | --- | --- | --- | --- |
| 1    | Angleterre | 20  | 8 | 6 | 2 | 0 | 29 | 2  | +27  |  | Angleterre                 |      | 0-0 | 4-0 | 4-0 | 2-0 |
| 2    | France     | 17  | 8 | 5 | 2 | 1 | 15 | 4  | +11  |  | France                     | 1-1  |     | 0-1 | 2-1 | 2-0 |
| 3    | Pays-Bas   | 15  | 8 | 5 | 0 | 3 | 15 | 7  | +8   |  | Pays-Bas                   | 0-1  | 0-2 |     | 4-0 | 4-0 |
| 4    | Autriche   | 4   | 8 | 1 | 1 | 6 | 7  | 19 | -12  |  | Autriche                   | 1-4  | 1-3 | 0-1 |     | 1-1 |
| 5    | Hongrie    | 1   | 8 | 0 | 1 | 7 | 1  | 35 | -34  |  | Hongrie                    | 0-13 | 0-5 | 0-5 | 0-3 |     |

## Amérique du Sud
Les éliminatoires de la zone sud-américaine sont organisés par la CONMEBOL et correspondent au Sudamericano Femenino 2006 disputé en Argentine. Les deux places pour la phase finale du mondial 2007 sont remportées par l'Argentine et le Brésil.

### Groupe A
| Rang | Équipe    | Pts | J | G | N | P | Bp | Bc | Diff |  | Résultats (▼ dom., ► ext.) |  |     |     |     |     |
| ---- | --------- | --- | - | - | - | - | -- | -- | ---- |  | -------------------------- |  | --- | --- | --- | --- |
| 1    | Argentine | 12  | 4 | 4 | 0 | 0 | 17 | 1  | +16  |  | Argentine                  |  | 2-1 | 1-0 | 6-0 | 8-0 |
| 2    | Uruguay   | 6   | 4 | 2 | 0 | 2 | 4  | 4  | 0    |  | Uruguay                    |  |     | 1-0 | 0-1 | 2-1 |
| 3    | Équateur  | 4   | 4 | 1 | 1 | 2 | 4  | 5  | -1   |  | Équateur                   |  |     |     | 2-2 | 2-1 |
| 4    | Colombie  | 4   | 4 | 1 | 1 | 2 | 4  | 11 | -7   |  | Colombie                   |  |     |     |     | 1-3 |
| 5    | Chili     | 3   | 4 | 1 | 0 | 3 | 5  | 13 | -8   |  | Chili                      |  |     |     |     |     |

### Groupe B
| Rang | Équipe    | Pts | J | G | N | P | Bp | Bc | Diff |  | Résultats (▼ dom., ► ext.) |  |     |     |     |     |
| ---- | --------- | --- | - | - | - | - | -- | -- | ---- |  | -------------------------- |  | --- | --- | --- | --- |
| 1    | Brésil    | 12  | 4 | 4 | 0 | 0 | 18 | 2  | +16  |  | Brésil                     |  | 4-1 | 6-0 | 2-0 | 6-1 |
| 2    | Paraguay  | 9   | 4 | 3 | 0 | 1 | 11 | 7  | +4   |  | Paraguay                   |  |     | 3-1 | 2-1 | 5-1 |
| 3    | Venezuela | 4   | 4 | 1 | 1 | 2 | 4  | 10 | -6   |  | Venezuela                  |  |     |     | 2-0 | 1-1 |
| 4    | Pérou     | 3   | 4 | 1 | 0 | 3 | 3  | 7  | -4   |  | Pérou                      |  |     |     |     | 2-1 |
| 5    | Bolivie   | 1   | 4 | 0 | 1 | 3 | 4  | 14 | -10  |  | Bolivie                    |  |     |     |     |     |

### Poule finale
| Rang | Équipe    | Pts | J | G | N | P | Bp | Bc | Diff |  | Résultats (▼ dom., ► ext.) |  |     |     |     |
| ---- | --------- | --- | - | - | - | - | -- | -- | ---- |  | -------------------------- |  | --- | --- | --- |
| 1    | Argentine | 7   | 3 | 2 | 1 | 0 | 4  | 0  | +4   |  | Argentine                  |  | 2-0 | 2-0 | 0-0 |
| 2    | Brésil    | 6   | 3 | 2 | 0 | 1 | 12 | 2  | +10  |  | Brésil                     |  |     | 6-0 | 6-0 |
| 3    | Uruguay   | 3   | 3 | 1 | 0 | 2 | 3  | 10 | -7   |  | Uruguay                    |  |     |     | 3-2 |
| $    | Paraguay  | 1   | 3 | 0 | 1 | 2 | 2  | 9  | -7   |  | Paraguay                   |  |     |     |     |

## Océanie
Les éliminatoires pour la places qualificative à la phase finale du mondial 2007 se déroulent du 9 au 13 avril 2007 lors de la Coupe d'Océanie de football féminin 2007 organisée en Papouasie-Nouvelle-Guinée sous l'égide de l'OFC. La Nouvelle-Zélande remporte la coupe et se qualifie pour la Coupe du monde. Les équipes des Fiji, des Îles Cook, des Îles Salomon, de Nouvelle-Calédonie, de Tahiti, du Vanuatu et des Samoa américaines ont déclaré forfait avant le début de la compétition.
| Rang | Équipe                    | Pts | J | G | N | P | Bp | Bc | Diff |  | Résultats (▼ dom., ► ext.) |  |     |     |     |
| ---- | ------------------------- | --- | - | - | - | - | -- | -- | ---- |  | -------------------------- |  | --- | --- | --- |
| 1    | Nouvelle-Zélande          | 9   | 3 | 3 | 0 | 0 | 21 | 1  | +20  |  | Nouvelle-Zélande           |  | 7-0 | 6-1 | 8-0 |
| 2    | Papouasie-Nouvelle-Guinée | 6   | 3 | 2 | 0 | 1 | 7  | 8  | -1   |  | Papouasie-Nouvelle-Guinée  |  |     | 1-0 | 6-1 |
| 3    | Tonga                     | 1   | 3 | 0 | 1 | 2 | 1  | 7  | -6   |  | Tonga                      |  |     |     | 0-0 |
| $    | Samoa                     | 1   | 3 | 0 | 1 | 2 | 1  | 14 | -13  |  | Samoa                      |  |     |     |     |

## Asie
La Chine est qualifiée d'office en tant qu'organisatrice de la compétition finale.
Les éliminatoires sont organisés par l'AFC. Un tournoi de qualification se tient en 2005 et comporte quatre groupes de trois équipes, les deux meilleures équipes de chaque groupe étant qualifiées pour le tournoi final. Le tournoi final qui se déroule en 2006 regroupe huit équipes plus l'Australie (nouvelle entrante dans l'AFC) réparties en deux groupes de quatre et cinq. Ce tournoi final correspond à la Coupe d'Asie des nations de football féminin 2006.
La Chine, déjà qualifiée, remporte le tournoi final. Les deux places qualificatives reviennent à l'Australie, finaliste, et à la Corée du Nord, troisième de la compétition. Le Japon termine quatrième et affronte le troisième de la zone CONCACAF en barrage.

### Tournoi de qualification
| Date    |  | Pays     | Score | Pays        |  |  |
| ------- |  | -------- | ----- | ----------- |  |  |
| 12 juin |  | Viêt Nam | 6-1   | Philippines |  |  |
| 14 juin |  | Myanmar  | 4-1   | Philippines |  |  |
| 16 juin |  | Viêt Nam | 1-0   | Myanmar     |  |  |

| Groupe A au Viêt Nam |             |     |   |   |   |   |    |    |      |
|                      | Équipe      | Pts | J | G | N | P | BP | BC | Diff |
| 1                    | Viêt Nam    | 6   | 2 | 2 | 0 | 0 | 7  | 1  | +6   |
| 2                    | Myanmar     | 3   | 2 | 1 | 0 | 1 | 4  | 2  | +2   |
| 3                    | Philippines | 0   | 2 | 0 | 0 | 2 | 2  | 10 | -8   |

| Groupe A au Viêt Nam |             |     |   |   |   |   |    |    |      |
|                      | Équipe      | Pts | J | G | N | P | BP | BC | Diff |
| 1                    | Viêt Nam    | 6   | 2 | 2 | 0 | 0 | 7  | 1  | +6   |
| 2                    | Myanmar     | 3   | 2 | 1 | 0 | 1 | 4  | 2  | +2   |
| 3                    | Philippines | 0   | 2 | 0 | 0 | 2 | 2  | 10 | -8   |

| Date    |  | Pays   | Score | Pays   |  |  |
| ------- |  | ------ | ----- | ------ |  |  |
| 12 juin |  | Inde   | 10-0  | Guam   |  |  |
| 14 juin |  | Taïwan | 2-1   | Inde   |  |  |
| 16 juin |  | Guam   | 0-11  | Taïwan |  |  |

| Groupe B au Viêt Nam |        |     |   |   |   |   |    |    |      |
|                      | Équipe | Pts | J | G | N | P | BP | BC | Diff |
| 1                    | Taïwan | 6   | 2 | 2 | 0 | 0 | 13 | 1  | +12  |
| 2                    | Inde   | 3   | 2 | 1 | 0 | 1 | 11 | 2  | +9   |
| 3                    | Guam   | 0   | 2 | 0 | 0 | 2 | 0  | 21 | -21  |

| Groupe B au Viêt Nam |        |     |   |   |   |   |    |    |      |
|                      | Équipe | Pts | J | G | N | P | BP | BC | Diff |
| 1                    | Taïwan | 6   | 2 | 2 | 0 | 0 | 13 | 1  | +12  |
| 2                    | Inde   | 3   | 2 | 1 | 0 | 1 | 11 | 2  | +9   |
| 3                    | Guam   | 0   | 2 | 0 | 0 | 2 | 0  | 21 | -21  |

| Date    |  | Pays        | Score | Pays        |  |  |
| ------- |  | ----------- | ----- | ----------- |  |  |
| 13 juin |  | Ouzbékistan | 6-0   | Maldives    |  |  |
| 15 juin |  | Hong Kong   | 0-3   | Ouzbékistan |  |  |
| 17 juin |  | Maldives    | 0-4   | Hong Kong   |  |  |

| Groupe C au Viêt Nam |             |     |   |   |   |   |    |    |      |
|                      | Équipe      | Pts | J | G | N | P | BP | BC | Diff |
| 1                    | Ouzbékistan | 6   | 2 | 2 | 0 | 0 | 9  | 0  | +9   |
| 2                    | Hong Kong   | 3   | 2 | 1 | 0 | 1 | 4  | 3  | +1   |
| 3                    | Maldives    | 0   | 2 | 0 | 0 | 2 | 0  | 10 | -10  |

| Groupe C au Viêt Nam |             |     |   |   |   |   |    |    |      |
|                      | Équipe      | Pts | J | G | N | P | BP | BC | Diff |
| 1                    | Ouzbékistan | 6   | 2 | 2 | 0 | 0 | 9  | 0  | +9   |
| 2                    | Hong Kong   | 3   | 2 | 1 | 0 | 1 | 4  | 3  | +1   |
| 3                    | Maldives    | 0   | 2 | 0 | 0 | 2 | 0  | 10 | -10  |

| Date    |  | Pays      | Score | Pays      |  |  |
| ------- |  | --------- | ----- | --------- |  |  |
| 13 juin |  | Indonésie | 0-0   | Singapour |  |  |
| 15 juin |  | Singapour | 0-4   | Thaïlande |  |  |
| 16 juin |  | Thaïlande | 4-0   | Indonésie |  |  |

| Groupe D au Viêt Nam |           |     |   |   |   |   |    |    |      |
|                      | Équipe    | Pts | J | G | N | P | BP | BC | Diff |
| 1                    | Thaïlande | 6   | 2 | 2 | 0 | 0 | 8  | 0  | +8   |
| 2                    | Singapour | 1   | 2 | 0 | 1 | 1 | 0  | 4  | -4   |
| 3                    | Indonésie | 1   | 2 | 0 | 1 | 1 | 0  | 4  | -4   |

| Groupe D au Viêt Nam |           |     |   |   |   |   |    |    |      |
|                      | Équipe    | Pts | J | G | N | P | BP | BC | Diff |
| 1                    | Thaïlande | 6   | 2 | 2 | 0 | 0 | 8  | 0  | +8   |
| 2                    | Singapour | 1   | 2 | 0 | 1 | 1 | 0  | 4  | -4   |
| 3                    | Indonésie | 1   | 2 | 0 | 1 | 1 | 0  | 4  | -4   |

## Afrique
Les éliminatoires pour les deux places en phase finale du mondial 2007 sont organisés par la CAF et commencent en février 2006.

### Tour préliminaire
Les matchs de la compétition préliminaire tour se déroulent le 19 février pour les matchs aller, et le 26 février pour les matchs retour.
| Match |  | Pays                 | Aller 19-02 | Total | Retour 26-02 | Pays                      |  |
| ----- |  | -------------------- | ----------- | ----- | ------------ | ------------------------- |  |
| 1     |  | Sénégal              | 4-0         |       | disq.        | République centrafricaine |  |
| 2     |  | Libye                |             |       | ret.         | Swaziland                 |  |
| 3     |  | Bénin                | 1-0         | 1-0   | 0-0          | Malawi                    |  |
| 4     |  | Mozambique           | 9-0         |       | ret.         | Namibie                   |  |
| 5     |  | Djibouti             |             |       | ret.         | Lesotho                   |  |
| 6     |  | Sao Tomé-et-Principe | 0-3         | 0-9   | 0-6          | Togo                      |  |

### Premier tour
Les matchs du premier tour se déroulent le 12 mars pour les matchs aller, le 26 mars pour les matchs retour. Les six équipes de la compétition préliminaire sont rejointes par l'Afrique du Sud, l'Algérie, l'Angola, le Congo, l'Érythrée, le Mali, le Maroc, l'Ouganda, la République démocratique du Congo et la Tanzanie.
| Match |                | Pays                             | Aller 12-03 | Total   | Retour 26-03 | Pays               |  |
| ----- | -------------- | -------------------------------- | ----------- | ------- | ------------ | ------------------ |  |
| 1     |                | Algérie                          |             |         | ret.         | Libye              |  |
| 2     |                | Érythrée                         | ret.        |         |              | Égypte             |  |
| 3     |                | Maroc                            | 0-2         | 1-6     | 1-4          | Mali               |  |
| 4     |                | Bénin                            | 1-1         | 2-2 4-3 | 1-1          | Côte d'Ivoire      |  |
| 5     |                | Angola                           | 3-2         | 4-5     | 1-3          | Guinée équatoriale |  |
| 6     | Afrique du Sud | Afrique du Sud                   | 6-2         | 12-3    | 6-1          | Mozambique         |  |
| 7     |                | Ouganda                          | ret.        |         |              | Tanzanie           |  |
| 8     |                | Kenya                            | 7-0         |         | ret.         | Djibouti           |  |
| 9     |                | Congo                            | 9-0         | 12-1    | 3-1          | Togo               |  |
| 10    |                | République démocratique du Congo | 3-0         | 6-2     | 3-2          | Zambie             |  |
| 11    |                | Sénégal                          | 7-0         | 12-1    | 5-1          | Guinée             |  |
| 12    | Éthiopie       | ret.                             |             |         | Zimbabwe     |                    |  |

### Second tour
Les matchs du second tour ont lieu le 23 juillet pour les matchs aller, le 6 août pour les matchs retour. Le Nigeria, le Ghana et le Cameroun sont qualifiés d'office pour ce second tour et rejoignent les onze vainqueurs du premier tour. Les sept équipes gagnantes rejoignent la compétition finale, dont le Nigeria est organisateur. Si le Nigeria fait partie de ces sept équipes gagnantes, un "lucky loser" (perdant chanceux) sera désigné : l'équipe ayant perdu avec le moins d'écart se qualifiera.
| Match |                | Pays                             | Aller 23-07 | Total | Retour 06-08 | Pays               |  |
| ----- | -------------- | -------------------------------- | ----------- | ----- | ------------ | ------------------ |  |
| 1     |                | Algérie                          | 1-0         |       |              | Égypte             |  |
| 2     |                | Mali                             | 3-1         |       |              | Bénin              |  |
| 3     |                | Nigeria                          |             |       |              | Guinée équatoriale |  |
| 4     | Afrique du Sud | Afrique du Sud                   | 3-0         |       |              | Tanzanie           |  |
| 5     |                | Cameroun                         | 4-0         |       |              | Kenya              |  |
| 6     |                | Ghana                            |             |       |              | Congo              |  |
| 7     |                | République démocratique du Congo | 3-0         |       |              | Sénégal            |  |

## Amérique du Nord, Centrale et Caraïbes
Les éliminatoires sont organisés par la CONCACAF. C'est la Gold Cup féminine 2006 qui fait office d'éliminatoires pour la zone CONCACAF. Cette seconde Gold Cup se tient à Los Angeles, aux États-Unis, du 3 au 20 novembre 2006 et met aux prises six équipes. Ces six équipes sont les États-Unis, le Canada, deux pays d'Amérique Centrale et deux pays des Caraïbes. Les deux pays d'Amérique Centrale sont désignés lors d'un tournoi préliminaire du 10 au 28 mai 2006 comportant deux groupes de trois, les vainqueurs de groupe étant qualifiés pour la Gold Cup. Les deux pays des Caraïbes sont désignés à l'occasion de la Coupe des Caraïbes 2006 du 6 au 10 septembre 2006 : six matchs préliminaires sont suivis d'un premier tour de quatre groupes de quatre équipes, les vainqueurs de groupe et deux meilleurs seconds sont qualifiés pour un second tour de deux groupes de trois équipes, où les vainqueurs se qualifient pour la Gold Cup.
Les deux meilleures équipes de la Gold Cup se qualifient pour la coupe du monde. Le troisième affronte en barrages le troisième de la zone Asie (le Japon).

### Préliminaires Amérique Centrale
Le Mexique et le Panama, tous deux vainqueurs du groupe qu'ils organisaient sont qualifiés pour la Gold Cup 2006.
| Date   |         | Pays      | Score | Pays      |  |  |
| ------ | ------- | --------- | ----- | --------- |  |  |
| 10 mai | Mexique | Mexique   | 9-0   | Nicaragua |  |  |
| 12 mai |         | Nicaragua | 2-1   | Salvador  |  |  |
| 14 mai | Mexique | Mexique   | 8-0   | Salvador  |  |  |

| Groupe A au Mexique |           |     |   |   |   |   |    |    |      |
|                     | Équipe    | Pts | J | G | N | P | BP | BC | Diff |
| 1                   | Mexique   | 9   | 3 | 3 | 0 | 0 | 20 | 0  | +20  |
| 2                   | Nicaragua | 6   | 3 | 2 | 0 | 1 | 5  | 10 | -5   |
| 3                   | Salvador  | 3   | 3 | 1 | 0 | 2 | 4  | 10 | -6   |
| 4                   | Belize    | 0   | 3 | 0 | 0 | 3 | 0  | 9  | -9   |

| Groupe A au Mexique |           |     |   |   |   |   |    |    |      |
|                     | Équipe    | Pts | J | G | N | P | BP | BC | Diff |
| 1                   | Mexique   | 9   | 3 | 3 | 0 | 0 | 20 | 0  | +20  |
| 2                   | Nicaragua | 6   | 3 | 2 | 0 | 1 | 5  | 10 | -5   |
| 3                   | Salvador  | 3   | 3 | 1 | 0 | 2 | 4  | 10 | -6   |
| 4                   | Belize    | 0   | 3 | 0 | 0 | 3 | 0  | 9  | -9   |

| Date   |  | Pays      | Score | Pays       |  |  |
| ------ |  | --------- | ----- | ---------- |  |  |
| 24 mai |  | Guatemala | 2-1   | Costa Rica |  |  |
| 26 mai |  | Panama    | 2-0   | Costa Rica |  |  |
| 28 mai |  | Panama    | 3-0   | Guatemala  |  |  |

| Date   |  | Pays      | Score | Pays       |  |  |
| ------ |  | --------- | ----- | ---------- |  |  |
| 24 mai |  | Guatemala | 2-1   | Costa Rica |  |  |
| 26 mai |  | Panama    | 2-0   | Costa Rica |  |  |
| 28 mai |  | Panama    | 3-0   | Guatemala  |  |  |

| Groupe B à Panama |            |     |   |   |   |   |    |    |      |
|                   | Équipe     | Pts | J | G | N | P | BP | BC | Diff |
| 1                 | Panama     | 9   | 3 | 3 | 0 | 0 | 8  | 0  | +8   |
| 2                 | Guatemala  | 6   | 3 | 2 | 0 | 1 | 5  | 4  | +1   |
| 3                 | Costa Rica | 3   | 3 | 1 | 0 | 2 | 4  | 4  | 0    |
| 4                 | Honduras   | 0   | 3 | 0 | 0 | 3 | 0  | 9  | -9   |

### Préliminaires Caraïbes

#### Tour préliminaire
| Match |  | Pays                      | Aller (date) | Total | Retour (date) | Pays                       |  |
| ----- |  | ------------------------- | ------------ | ----- | ------------- | -------------------------- |  |
| 1     |  | Barbade                   | 0-1 12-03    | 0-1   | 0-0 18-03     | Antigua-et-Barbuda         |  |
| 2     |  | Îles Caïmans              | 1-2 18-03    | 2-2   | 1-0 25-03     | Antilles néerlandaises     |  |
| 3     |  | Îles Vierges britanniques | 1-3 01-04    | 1-8   | 0-5 09-04     | Îles Vierges américaines   |  |
| 4     |  | Guyana                    | ret.         |       |               | Grenade                    |  |
| 5     |  | Bahamas                   | ret.         |       |               | Îles Turques et Caïques    |  |
| 6     |  | Montserrat                | ret.         |       |               | Saint-Christophe-et-Niévès |  |

#### Premier tour
| Date  |  | Pays                     | Score     | Pays                     |  |  |
| ----- |  | ------------------------ | --------- | ------------------------ |  |  |
| 4 mai |  | République dominicaine   | 3-1       | Îles Vierges américaines |  |  |
| 4 mai |  | Bermudes                 | 4-0       | Îles Turques et Caïques  |  |  |
| 6 mai |  | Bermudes                 | 4-1       | Îles Vierges américaines |  |  |
| 6 mai |  | République dominicaine   | 5-0       | Îles Turques et Caïques  |  |  |
| 8 mai |  | Îles Vierges américaines | 2-0       | Îles Turques et Caïques  |  |  |
| 8 mai |  | République dominicaine   | 3-1 a.p.* | Bermudes                 |  |  |

| Groupe A en République Dominicaine |                          |     |   |   |   |   |    |    |       |
|                                    | Équipe                   | Pts | J | G | N | P | BP | BC | Diff. |
| 1                                  | République dominicaine   | 9   | 3 | 3 | 0 | 0 | 11 | 2  | +9    |
| 2                                  | Bermudes                 | 6   | 3 | 2 | 0 | 1 | 9  | 4  | +5    |
| 3                                  | Îles Vierges américaines | 3   | 3 | 1 | 0 | 2 | 4  | 7  | -3    |
| 4                                  | Îles Turques et Caïques  | 0   | 3 | 0 | 0 | 3 | 0  | 11 | -11   |

| Groupe A en République Dominicaine |                          |     |   |   |   |   |    |    |       |
|                                    | Équipe                   | Pts | J | G | N | P | BP | BC | Diff. |
| 1                                  | République dominicaine   | 9   | 3 | 3 | 0 | 0 | 11 | 2  | +9    |
| 2                                  | Bermudes                 | 6   | 3 | 2 | 0 | 1 | 9  | 4  | +5    |
| 3                                  | Îles Vierges américaines | 3   | 3 | 1 | 0 | 2 | 4  | 7  | -3    |
| 4                                  | Îles Turques et Caïques  | 0   | 3 | 0 | 0 | 3 | 0  | 11 | -11   |

*À la fin du match, les deux équipes étaient à égalité parfaite : sept points, deux victoires, un match nul en cours, 9 buts marqués contre 2 encaissés. Une prolongation a départagé les deux équipes et a vu les Dominicaines se qualifier pour la coupe Carribéenne.

### Compétition Finale
Les États-Unis, le Canada, le Mexique, Panama, Trinité-et-Tobago et la Jamaïque participent à la Gold Cup 2006, du 3 au 20 novembre 2006, qui fait office de tour qualificatif pour la Coupe du monde 2007.
Les États-Unis et le Canada se qualifient pour la Coupe du monde. Le Mexique termine troisième et affronte en barrage l'équipe arrivant troisième des éliminatoires de la zone asie. Le Japon remporte ce barrage.